# العيس
العيس بلدة سورية تقع في منطقة جبل سمعان بحلب. وفقًا للمكتب المركزي للإحصاء في سوريا (CBS) ، بلغ عدد سكانها 4801 نسمة في تعداد عام 2004.